# Henri Joseph Bernard van den Nieuwenhuysen
Henri Joseph Bernard van den Nieuwenhuysen, né à Malines (Pays-Bas autrichiens) le 20 août 1756 et mort à Malines le 1er juin 1817, est un peintre malinois.

## Biographie
Henri Joseph Bernard van den Nieuwenhuysen est le fils de Jean-Baptiste van den Nieuwenhuysen et d'Isabelle-Marie van Turnhout 
Élève de Guillaume Herreyns, Henri Joseph Bernard van den Nieuwenhuysen remporte plusieurs prix de l'Académie de Malines. Le second prix en 1774, puis le premier prix de dessin d'après plaque et le second d'architecture et de perspective l'année suivant, puis le premier prix d'architecture en 1776. Il est couronné dans le cours de dessin d'après nature en 1777 et 1778.
Il peint principalement des portraits, à l'huile ou en miniature. Il a également traité des genres historiques et religieux.

## Œuvres
- Portrait de famille d'Alexander Jozef de Vijlder, 1789
- Portrait de Willem Verhoeven, 1790 (Museum Hof van Busleyden (nl))
- Portrait de Jean-Michel van den Nieuwenhuysen
- Portrait de la famille de Jacobus Moons et d'Anna Elisabeth Peeters, 1808

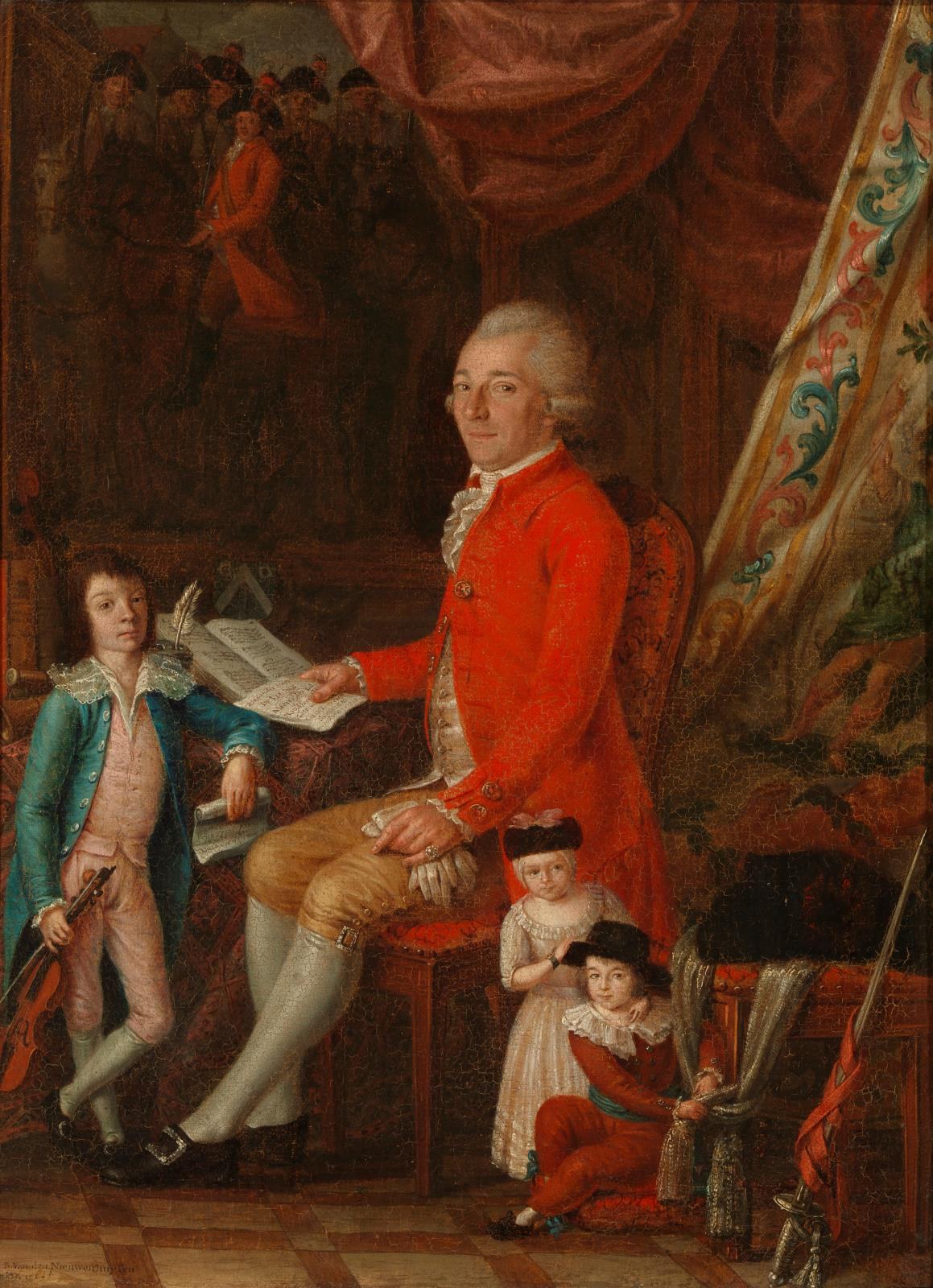
Portrait de famille d'Alexander Jozef de Vijlder
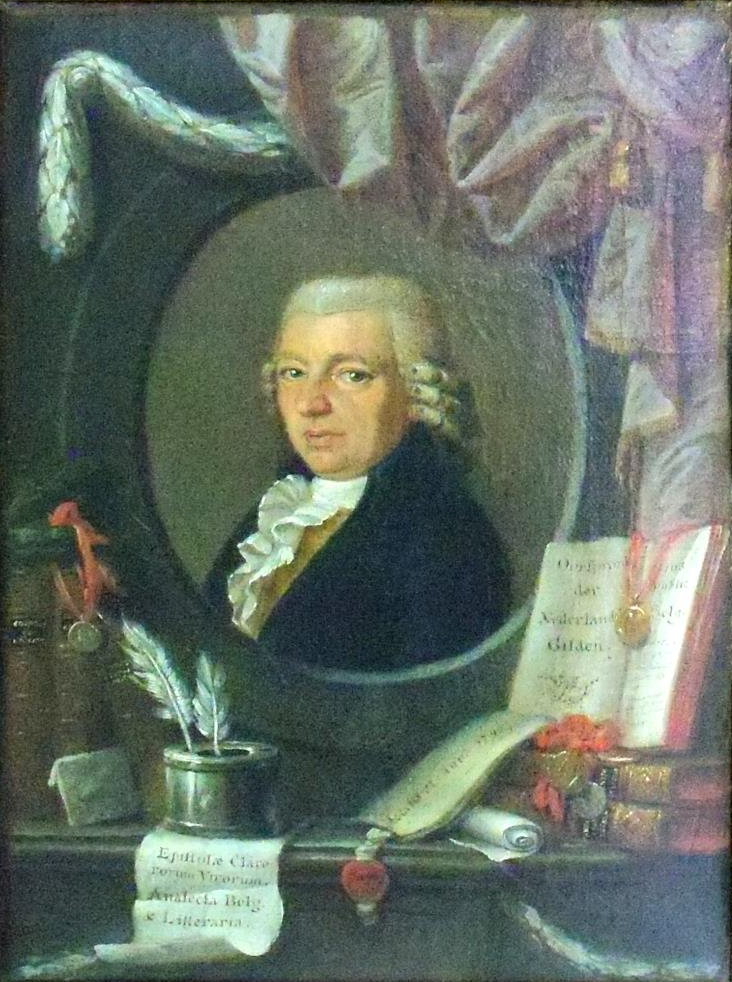
Portrait de Willem Verhoeven
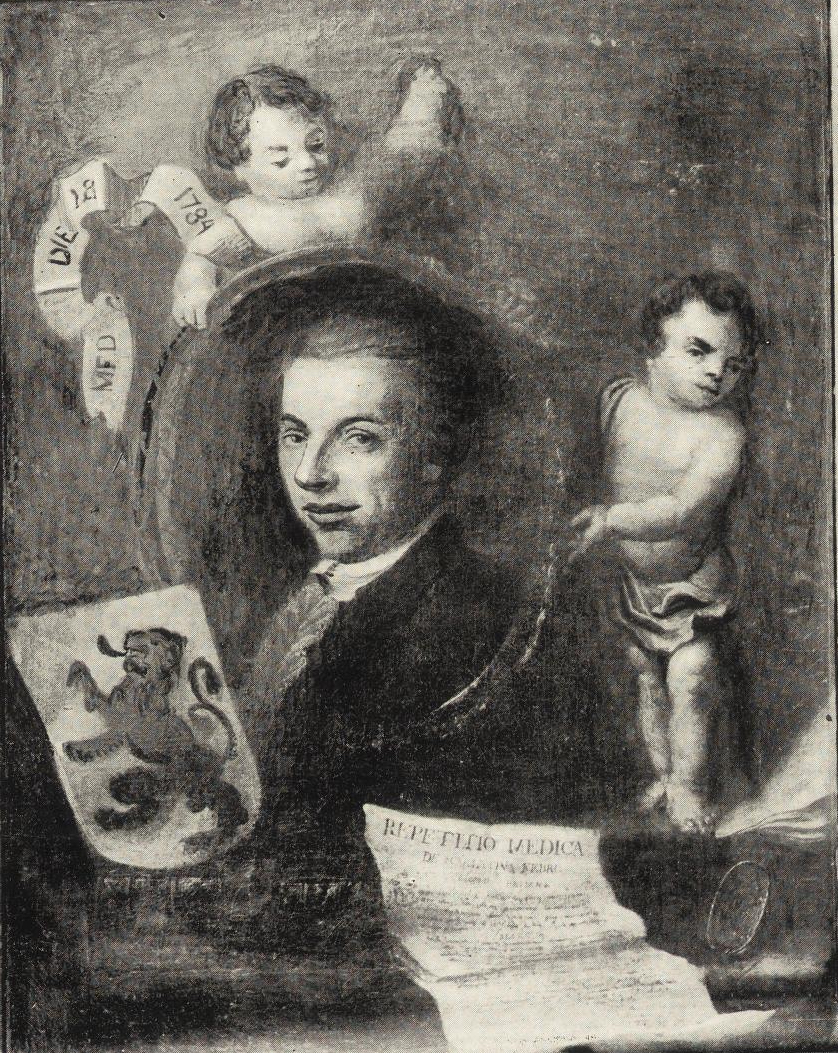
Portrait de Jean-Michel van den Nieuwenhuysen
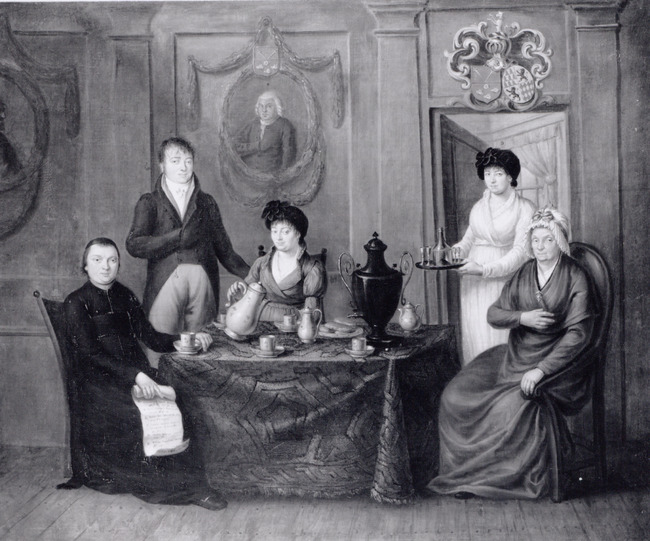
Portrait de la famille de Jacobus Moons et d'Anna Elisabeth Peeters